# Alfred Bernier
Alfred Bernier (16. ledna 1822, Chinon, Indre-et-Loire – 19. dubna 1900 Brest, Finistère) byl francouzský lodní lékař a fotograf.

## Životopis
Působil jako námořní chirurg, pak jako fotograf v Brestu na adrese rue des Malchaussés na konci 50. let 19. století, poté v Nantes, na adrese rue du Calvaire 10 kolem roku 1870 a znovu v Brestu na 1bis rue Kleber až do 80. let 19. století.

## Galerie

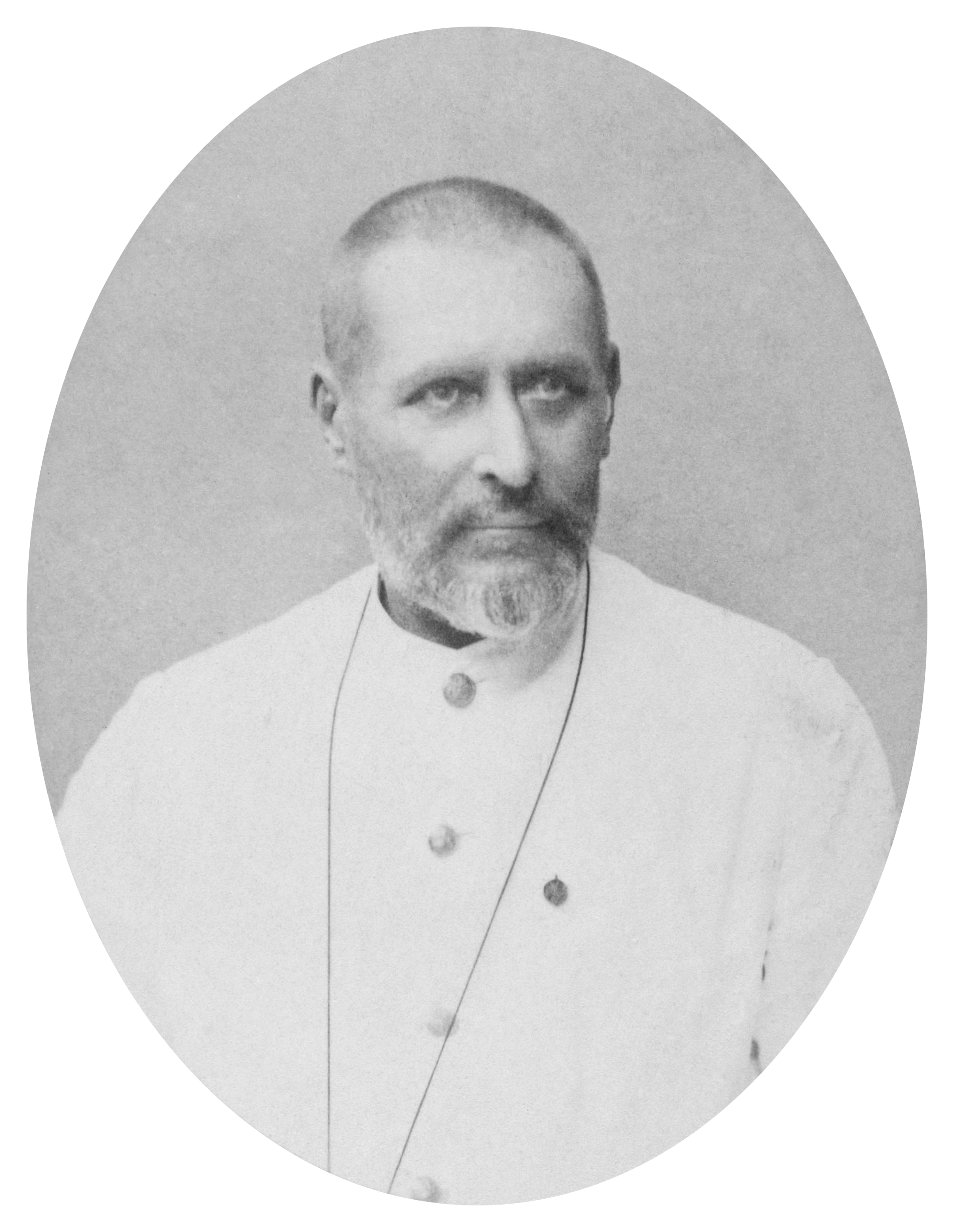
Paul Reveillère, 1886
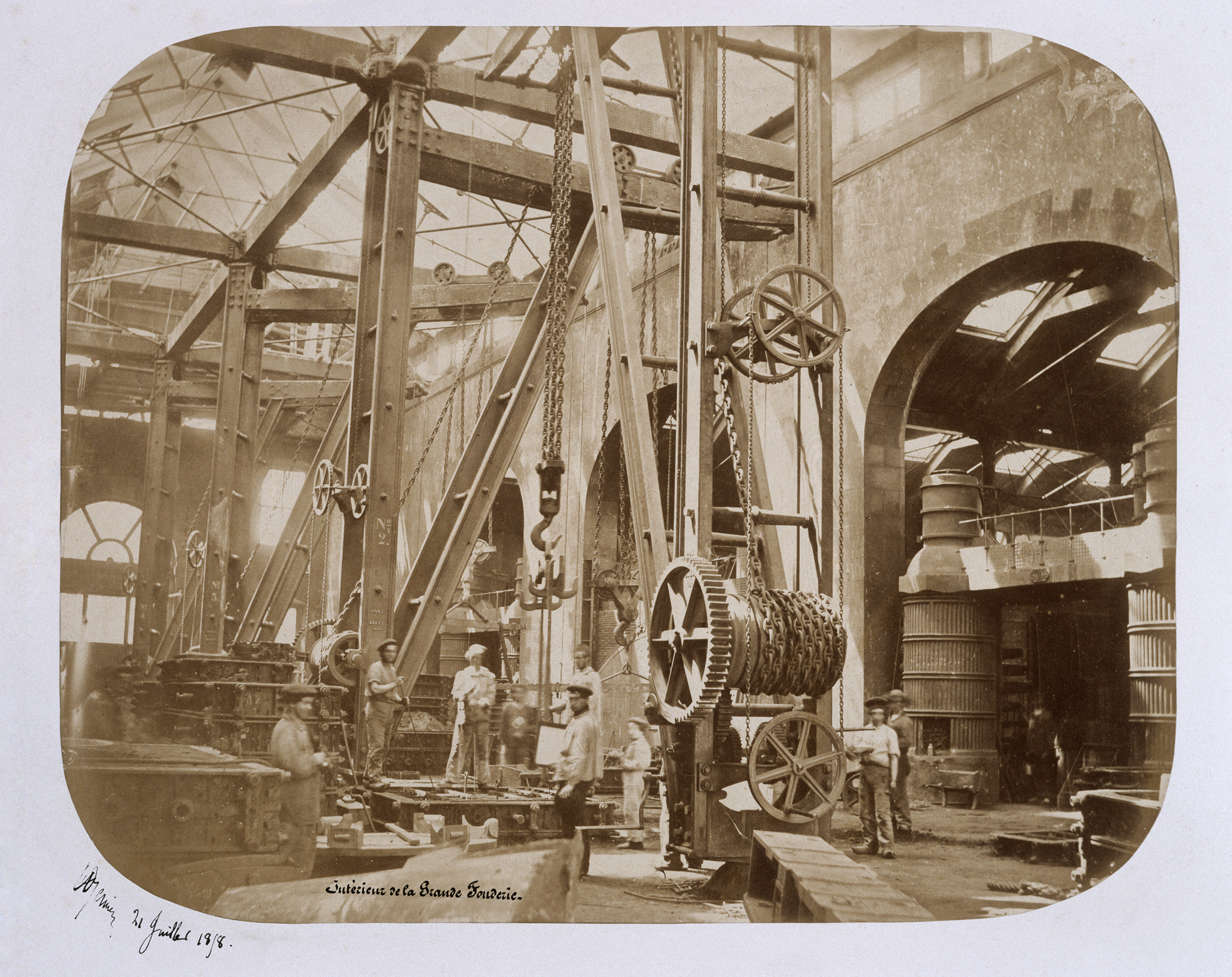
Velká slévárna, Brest, 1858
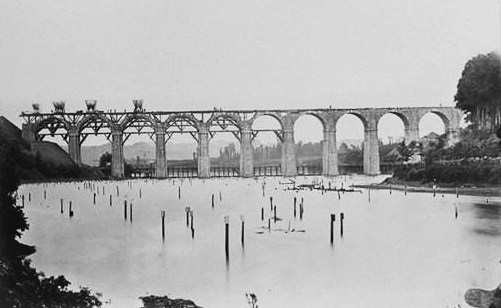
Železniční viadukt Kerhuon ve výstavbě, 1862
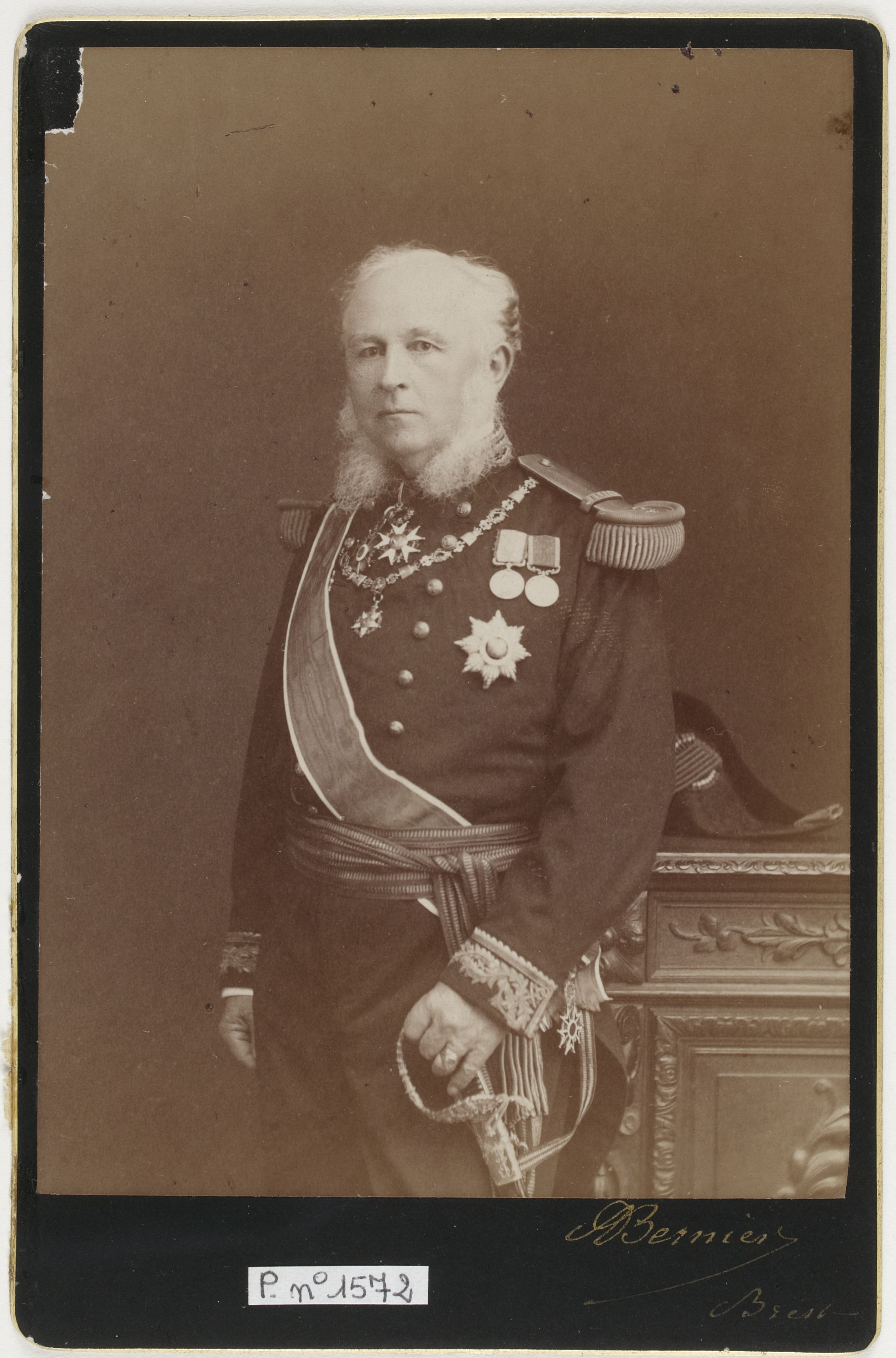
Aristide Vallon, 1885
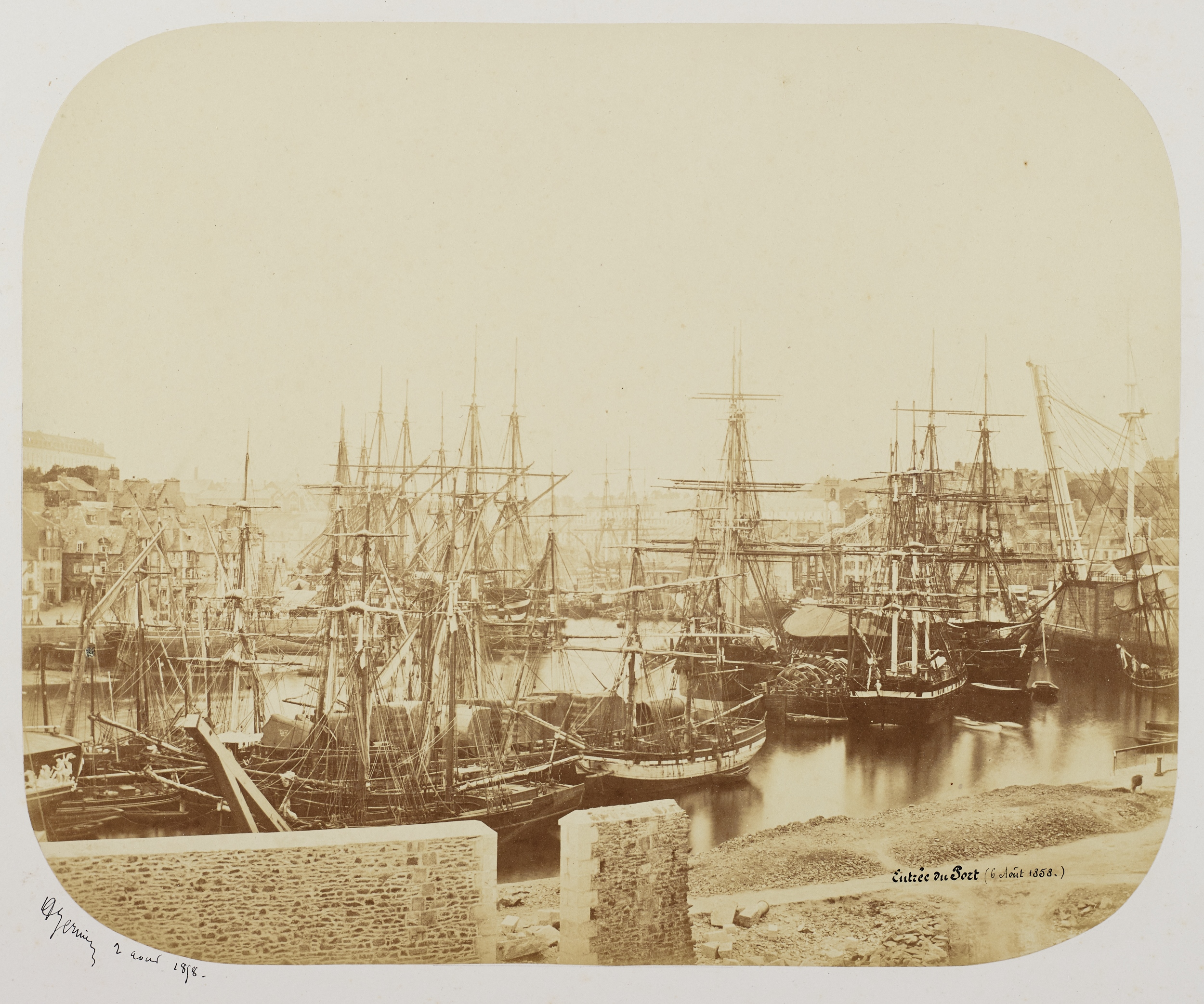
Entrée du port, Bretaň, 1858
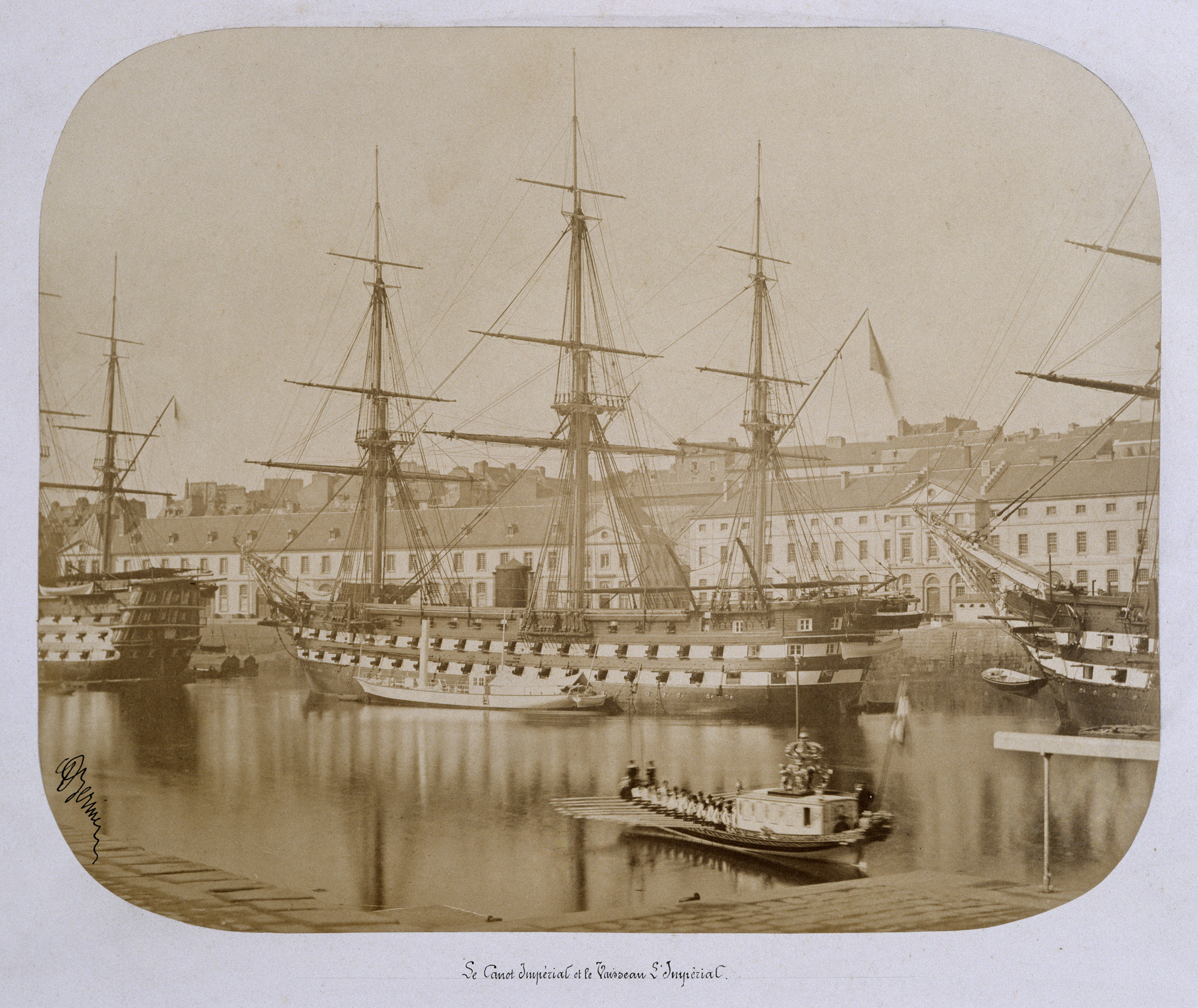
Císařská kánoe a Císařská loď, Bretaň, 1858
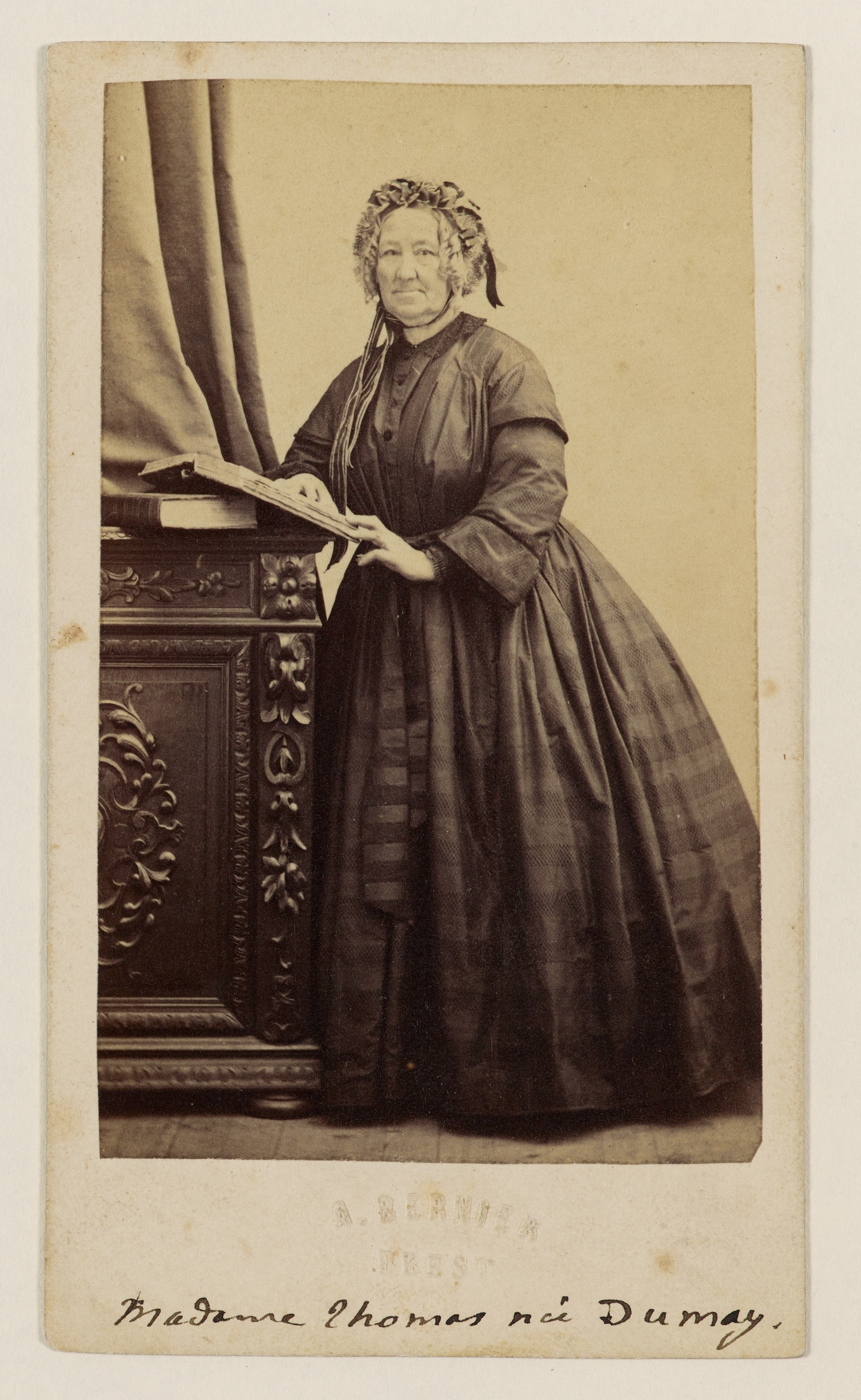
Madame Thomas